# Pandora forresterensis
Pandora forresterensis är en musselart som beskrevs av Willett 1918. Pandora forresterensis ingår i släktet Pandora och familjen Pandoridae. Inga underarter finns listade i Catalogue of Life.